# Guardatinajas (Venezuela)
Pour les articles homonymes, voir Guardatinajas.
Guardatinajas est la capitale de la paroisse civile de Guardatinajas de la municipalité de Sebastián Francisco de Miranda de l'État de Guárico au Venezuela. 